# Youssouph Badji
Youssouph Mamadou Badji, född 20 december 2001, är en senegalesisk fotbollsspelare som spelar för danska AGF.

## Klubbkarriär
Youssouph Badji började sin fotbollskarriär i Casa Sports från Senegal.

### Club Brugge
Den 3 januari 2020 värvades Badji av belgiska Club Brugge, där han skrev på ett kontrakt fram till 2024. I klubben fanns sedan tidigare landsmännen Krépin Diatta, Mbaye Diagne och Amadou Sagna som samtliga, likt Badji, är offensiva spelare. Badji fick dock vänta till sommaren 2020 för att göra sin debut i A-laget. Debut kom den 1 augusti 2020 i en 0–1-förlust mot Royal Antwerp i finalen av Belgiska cupen, där han i den 52:e minuten byttes in mot David Okereke.
Badji gjorde sin ligadebut i den första omgången av säsongen 2020/2021, då han spelade hela matchen i en 0–1-hemmaförlust mot Charleroi. I följande ligamatch mot KAS Eupen gjorde Badji ett mål och en assist, vilket bidrog till en 4–0-seger för Club Brugge.

#### Utlåningar
Den 30 augusti 2021 lånades Badji ut till Ligue 1-klubben Brest på ett säsongslån. Den 31 januari 2022 lånades han istället ut till belgiska Charleroi på ett 1,5-årigt låneavtal med köpoption inkluderat.

### Charleroi
Den 6 juli 2023 utnyttjade Charleroi sin köpoption och värvade Badji på ett treårskontrakt.

### AGF
Den 2 september 2024 värvades Badji av danska AGF, där han skrev på ett femårskontrakt.

## Landslagskarriär
Badji var under våren 2019 en del av Senegals U20-landslag som deltog vid afrikanska U20-mästerskapet. I turneringen gjorde han tre mål på fem matcher och hjälpte Senegal till en finalplats, där de förlorade på straffar mot Mali. Under sommaren 2019 deltog Badji vid U20-världsmästerskapet i Polen. Senegal blev utslagna i kvartsfinalen och Badji spelade fem matcher utan att göra något mål.
Den 3 augusti 2019 debuterade Badji för Senegals A-landslag i en 3–0-seger över Liberia i kvalet till African Nations Championship 2020.